# Super Series
Super Series je serija hokejskih tekem med klubi iz lige NHL in klubi iz sovjetske lige med letoma 1976 in 1991, z izjemo leta 1983, ko je proti klubom iz lige NHL igrala sovjetska reprezentanca. Skupno so sovjetski klubi dobili z rezultatom posamičnih serij 14 proti 2. 

## Pregled rezultatov

### Rezultati sovjetskih klubov
| Sovjetski klub | Serije proti NHL | Sovjetske zmage serij | NHL zmage serij | Neodločene serije | Odstotek sovjetskih zmag serij | Odigrane tekme | Zmage sovjetskih klubov | Zmage NHL klubov | Neodločene tekme | Odstotek sovjetskih zmag tekem |
| -------------- | ---------------- | --------------------- | --------------- | ----------------- | ------------------------------ | -------------- | ----------------------- | ---------------- | ---------------- | ------------------------------ |
| CSKA           | 6                | 6                     | 0               | 0                 | 1,000                          | 34             | 24                      | 8                | 2                | 0,735                          |
| Dinamo         | 4                | 4                     | 0               | 0                 | 1,000                          | 20             | 10                      | 6                | 4                | 0,600                          |
| Krila Sovjetov | 3                | 2                     | 1               | 0                 | 0,667                          | 13             | 6                       | 5                | 2                | 0,538                          |
| Spartak        | 1                | 1                     | 0               | 0                 | 1,000                          | 5              | 3                       | 2                | 0                | 0,600                          |
| SZ             | 1                | 1                     | 0               | 0                 | 1,000                          | 6              | 4                       | 2                | 0                | 0,667                          |
| Himik          | 2                | 0                     | 0               | 2                 | 0,500                          | 13             | 6                       | 6                | 1                | 0,500                          |
| D. Riga        | 1                | 0                     | 1               | 0                 | 0,000                          | 7              | 2                       | 4                | 1                | 0,357                          |
| Skupaj         | 18               | 14                    | 2               | 2                 | 0,833                          | 98             | 55                      | 33               | 10               | 0,612                          |

### Rezultati NHL klubov
OD-odigrane tekme proti sovjetskim klubom, OZ-odstotek zmag proti sovjetskim klubom.
| NHL klub                             | Sovjetski klub | Sovjetski klub | Sovjetski klub | Sovjetski klub | Sovjetski klub | Sovjetski klub | Sovjetski klub | Sovjetski klub | Sovjetski klub | Sovjetski klub | Sovjetski klub | Sovjetski klub | Sovjetski klub | Sovjetski klub | Skupaj | Skupaj |
| NHL klub                             | CSKA           | CSKA           | Dinamo         | Dinamo         | Krila Sovjetov | Krila Sovjetov | Spartak        | Spartak        | SZ             | SZ             | Himik          | Himik          | D. Riga        | D. Riga        | Skupaj | Skupaj |
| NHL klub                             | OD             | OZ             | OT             | OZ             | OT             | OZ             | OT             | OZ             | OT             | OZ             | OT             | OZ             | OT             | OZ             | OT     | OZ     |
| ------------------------------------ | -------------- | -------------- | -------------- | -------------- | -------------- | -------------- | -------------- | -------------- | -------------- | -------------- | -------------- | -------------- | -------------- | -------------- | ------ | ------ |
| New York Rangers                     | 3              | 0,000          |                |                | 1              | 0,000          |                |                |                |                |                |                |                |                | 4      | 0,000  |
| Montreal Canadiens                   | 3              | 0,500          |                |                | 1              | 1,000          | 1              | 1,000          | 1              | 0,000          | 1              | 0,000          |                |                | 7      | 0,500  |
| Boston Bruins                        | 2              | 0,000          | 2              | 0,000          | 1              | 0,000          |                |                |                |                | 1              | 0,000          |                |                | 6      | 0,000  |
| Philadelphia Flyers                  | 2              | 0,500          | 1              | 0,000          | 1              | 0,500          |                |                | 1              | 0,000          |                |                |                |                | 5      | 0,300  |
| Pittsburgh Penguins                  | 1              | 1,000          | 3              | 0,167          | 1              | 0,000          |                |                |                |                |                |                |                |                | 5      | 0,300  |
| Buffalo Sabres                       | 2              | 1,000          | 2              | 0,500          | 1              | 1,000          |                |                |                |                | 1              | 0,000          |                |                | 6      | 0,667  |
| Chicago Blackhawks                   | 2              | 0,000          |                |                | 1              | 0,000          |                |                |                |                |                |                | 1              | 1,000          | 4      | 0,250  |
| New York Islanders                   | 2              | 0,000          |                |                | 2              | 0,500          |                |                |                |                | 1              | 0,500          |                |                | 5      | 0,300  |
| Vancouver Canucks                    | 2              | 0,000          | 1              | 1,000          |                |                | 1              | 1,000          |                |                |                |                | 1              | 1,000          | 5      | 0,600  |
| Colorado Rockies / New Jersey Devils | 1              | 0,000          | 2              | 0,750          |                |                | 1              | 0,000          |                |                |                |                |                |                | 4      | 0,375  |
| St, Louis Blues                      | 1              | 0,000          |                |                |                |                | 1              | 0,000          |                |                | 2              | 0,500          | 1              | 1,000          | 5      | 0,400  |
| Atlanta / Calgary Flames             | 1              | 0,000          | 1              | 1,000          |                |                | 1              | 0,000          | 1              | 1,000          | 1              | 1,000          | 1              | 0,500          | 6      | 0,583  |
| Minnesota North Stars                | 2              | 0,000          |                |                | 1              | 0,000          |                |                | 1              | 0,000          | 1              | 1,000          | 1              | 0,000          | 6      | 0,167  |
| Detroit Red Wings                    | 1              | 0,000          |                |                | 1              | 1,000          |                |                |                |                | 1              | 0,000          |                |                | 3      | 0,333  |
| Winnipeg Jets                        | 2              | 0,500          | 1              | 0,000          |                |                |                |                |                |                |                |                |                |                | 3      | 0,333  |
| Edmonton Oilers                      | 2              | 0,500          | 1              | 0,000          |                |                |                |                | 1              | 1,000          | 1              | 1,000          | 1              | 1,000          | 6      | 0,667  |
| Washington Capitals                  |                |                | 2              | 0,750          |                |                |                |                |                |                | 1              | 1,000          | 1              | 1,000          | 4      | 0,875  |
| Quebec Nordiques                     | 3              | 0,500          | 1              | 0,000          | 1              | 0,500          |                |                | 1              | 0,000          |                |                |                |                | 6      | 0,333  |
| Los Angeles Kings                    | 1              | 0,000          |                |                |                |                |                |                |                |                | 2              | 0,500          | 1              | 0,000          | 4      | 0,250  |
| Hartford Whalers                     | 1              | 0,000          | 1              | 0,500          | 1              | 1,000          |                |                |                |                |                |                |                |                | 3      | 0,500  |
| Toronto Maple Leafs                  |                |                | 2              | 0,500          |                |                |                |                |                |                |                |                |                |                | 2      | 0,500  |
| Skupaj                               | 34             | 0,265          | 20             | 0,400          | 13             | 0,462          | 5              | 0,400          | 6              | 0,333          | 13             | 0,500          | 7              | 0,643          | 98     | 0,388  |

## Rezultati po letih

### Super Series 1976

#### CSKA Moskvaproti NHL
- CSKA Moskva 7–3 New York Rangers
- CSKA Moskva 3–3 Montréal Canadiens
- CSKA Moskva 5–2 Boston Bruins
- Philadelphia Flyers 4–1 CSKA Moskva

Skupno: CSKA Moskva je dobila serijo proti NHL klubom z rezultatom 2:1. Ena tekma je bila neodločena.

#### Krila Sovjetovproti NHL
- Krila Sovjetov 7–4 Pittsburgh Penguins
- Buffalo Sabres 12–6 Krila Sovjetov
- Krila Sovjetov 4–2 Chicago Blackhawks
- Krila Sovjetov 2–1 New York Islanders

Skupno: Krila Sovjetov so dobila serijo proti NHL klubom z rezultatom 3:1.

### Super Series 1978

#### Spartak Moskvaproti NHL
- Vancouver Canucks 2–0 Spartak Moskva
- Spartak Moskva 8–3 Colorado Rockies
- Spartak Moskva 2–1 St. Louis Blues
- Montréal Canadiens 5–2 Spartak Moskva
- Spartak Moskva 2–1 Atlanta Flames

Skupno: Spartak Moskva je dobila serijo proti NHL klubom z rezultatom 3:2.

### Super Series 1979

#### Krila Sovjetovproti NHL
- Krila Sovjetov 8–5 Minnesota North Stars
- Krila Sovjetov 4–4 Philadelphia Flyers
- Detroit Red Wings 6–5 Krila Sovjetov
- Krila Sovjetov 4–1 Boston Bruins

Skupno: Krila Sovjetov so dobila serijo proti NHL klubom z rezultatom 2:1. Ena tekma je bila neodločena.

### Super Series 1980

#### Dinamo Moskvaproti NHL
- Vancouver Canucks 6–2 Dinamo Moskva
- Dinamo Moskva  7–0 Winnipeg Jets
- Dinamo Moskva 4–1 Edmonton Oilers
- Dinamo Moskva 5–5 Washington Capitals

Skupno: Dinamo Moskva je dobila serijo proti NHL klubom z rezultatom 2:1. Ena tekma je bila neodločena.

#### CSKA Moskvaproti NHL
- CSKA Moskva 5–2 New York Rangers
- CSKA Moskva 3–2 New York Islanders
- Montréal Canadiens 4–2 CSKA Moskva
- Buffalo Sabres 6–1 CSKA Moskva
- CSKA Moskva 6–4 Québec Nordiques

Skupno: CSKA Moskva je dobila serijo proti NHL klubom z rezultatom 3:2.

### Super Series 1983

#### Sovjetska reprezentancaproti NHL
- Edmonton Oilers 4–3 Sovjetska reprezentanca
- Sovjetska reprezentanca 3–0 Québec Nordiques
- Sovjetska reprezentanca 5–0 Montréal Canadiens
- Calgary Flames 3–2 Sovjetska reprezentanca
- Sovjetska reprezentanca 6–3 Minnesota North Stars
- Sovjetska reprezentanca 5–1 Philadelphia Flyers

Skupno: Sovjetska reprezentanca je dobila serijo proti NHL klubom z rezultatom 4:2.

### Super Series 1986

#### CSKA Moskvaproti NHL
- CSKA Moskva 5–2 Los Angeles Kings
- CSKA Moskva 6–3 Edmonton Oilers
- Québec Nordiques 5–1 CSKA Moskva
- CSKA Moskva 6–1 Montréal Canadiens
- CSKA Moskva 4–2 St. Louis Blues
- CSKA Moskva 4–3 Minnesota North Stars

Skupno: CSKA Moskva je dobila serijo proti NHL klubom z rezultatom 5:1.

#### Dinamo Moskvaproti NHL
- Calgary Flames 4–3 Dinamo Moskva
- Dinamo Moskva 3–3 Pittsburgh Penguins
- Dinamo Moskva 6–4 Boston Bruins
- Dinamo Moskva 7–4 Buffalo Sabres

Skupno: Dinamo Moskva je dobila serijo proti NHL klubom z rezultatom 2:1. Ena tekma je bila neodločena.

### Super Series 1989

#### CSKA Moskvaproti NHL
- CSKA Moskva 5–5 Québec Nordiques
- CSKA Moskva 3–2 New York Islanders
- CSKA Moskva 5–4 Boston Bruins
- CSKA Moskva 5–0 New Jersey Devils
- Pittsburgh Penguins 4–2 CSKA Moskva
- CSKA Moskva 6–3 Hartford Whalers
- Buffalo Sabres 6–5 CSKA Moskva

Skupno: CSKA Moskva je dobila serijo proti NHL klubom z rezultatom 4:2. Ena tekma je bila neodločena.

#### Dinamo Rigaproti NHL
- Dinamo Riga 2–2 Calgary Flames
- Edmonton Oilers 2–1 Dinamo Riga
- Vancouver Canucks 6–1 Dinamo Riga
- Dinamo Riga 5–3 Los Angeles Kings
- Chicago Blackhawks 4–1 Dinamo Riga
- St. Louis Blues 5–0 Dinamo Riga
- Dinamo Riga 2–1 Minnesota North Stars

Skupno: NHL klubi so dobili serijo proti klubu Dinamo Riga u rezultatom 4:2. Ena tekma je bila neodločena.

### Super Series 1990

#### Himik Voskresenskproti NHL
- Himik Voskresensk 6–3 Los Angeles Kings
- Edmonton Oilers 6–2 Himik Voskresensk
- Calgary Flames 6–3 Himik Voskresensk
- Himik Voskresensk 4–2 Detroit Red Wings
- Washington Capitals 5–2 Himik Voskresensk
- Himik Voskresensk 6–3 St. Louis Blues

Skupno: Serija med klubom Himik Voskresensk in NHL klubi se je končala neodločeno z rezultatom 3:3.

#### Krila Sovjetovproti NHL
- New York Islanders 5–4 Krila Sovjetov
- Hartford Whalers 4–3 Krila Sovjetov
- Krila Sovjetov 4–4 Québec Nordiques
- Krila Sovjetov 3–1 New York Rangers
- Montréal Canadiens 2–1 Krila Sovjetov

Skupno: NHL klubi so dobili serijo proti Krila Sovjetov z rezultatom 3:1. Ena tekma je bila neodločena.

#### CSKA Moskvaproti NHL
- Winnipeg Jets 4–1 CSKA Moskva
- CSKA Moskva 6–0 Vancouver Canucks
- CSKA Moskva 4–2 Minnesota North Stars
- CSKA Moskva 6–4 Chicago Blackhawks
- CSKA Moskva 5–4 Philadelphia Flyers

Skupno: CSKA Moskva je dobila serijo proti NHL klubom z rezultatom 4:1.

#### Dinamo Moskvaproti NHL
- Dinamo Moskva 5–2 Pittsburgh Penguins
- Dinamo Moskva 7–4 Toronto Maple Leafs
- Buffalo Sabres 4–2 Dinamo Moskva
- New Jersey Devils 7–1 Dinamo Moskva
- Dinamo Moskva 3–1 Boston Bruins

Skupno: Dinamo Moskva je dobila serijo proti NHL klubom z rezultatom 3:2.

### Super Series 1991

#### Himik Voskresenskproti NHL
- Los Angeles Kings 5–1 Himik Voskresensk
- St. Louis Blues 4–2 Himik Voskresensk
- Himik Voskresensk 2–2 New York Islanders
- Himik Voskresensk 6–3 Montréal Canadiens
- Himik Voskresensk 5–4 Buffalo Sabres
- Himik Voskresensk 5–2 Boston Bruins
- Minnesota North Stars 6–4 Himik Voskresensk

Skupno: Serija med klubom Himik Voskresensk in NHL klubi se je končala neodločeno. Ena tekma je bila neodločena.

#### CSKA Moskvaproti NHL
- CSKA Moskva 5–2 Detroit Red Wings
- CSKA Moskva 6–1 New York Rangers
- CSKA Moskva 4–2 Chicago Blackhawks
- CSKA Moskva 6–4 Calgary Flames
- Edmonton Oilers 4–2 CSKA Moskva
- CSKA Moskva 6–4 Winnipeg Jets
- CSKA Moskva 4–3 Vancouver Canucks

Skupno: CSKA Moskva je dobila serijo proti NHL klubom z rezultatom 6:1.

#### Dinamo Moskvaproti NHL
- Toronto Maple Leafs 7–4 Dinamo Moskva
- Dinamo Moskva 0–0 Hartford Whalers
- Dinamo Moskva 2–2 New Jersey Devils
- Washington Capitals 3–2 Dinamo Moskva
- Dinamo Moskva 4–1 Philadelphia Flyers
- Dinamo Moskva 4–3 Pittsburgh Penguins
- Dinamo Moskva 4–1 Québec Nordiques

Skupno: Dinamo Moskva je dobila serijo proti NHL klubom z rezultatom 3:2. Dve tekmi sta bili neodločeni.